# American Society for Training & Development
Die American Society for Training & Development (kurz ASTD) ist eine weltweit tätige Organisation, die sich dem Lernen am Arbeitsplatz widmet. Die ASTD hat 70.000 Mitglieder in über 100 Ländern. Die ASTD veranstaltet jährlich verschiedene Fachkonferenzen, die in verschiedenen Städten der USA stattfinden.

## Geschichte
Gegründet wurde die ASTD nach eigenen Angaben 1944, als die Organisation ihre erste Jahreskonferenz abgehalten hatte. Sitz der Organisation ist Alexandria, Virginia. Die ASTD verfügt weltweit über 19 sogenannte Global Networks, die jeweiligen Unterorganisationen in den Ländern Asiens, Südamerikas und Europas. Das deutsche Global Network, ASTD Global Network Germany, wurde 2002 begründet. Der aktuelle ASTD-Präsident ist der Amerikaner Tony Bingham.

## ASTD Global Network Germany
Das deutsche Global Network wurde 2002 als erstes internationales Netzwerk begründet. Zielsetzung ist hier insbesondere der offene Dialog zwischen firmeninternen Personalreferenten und Externen im Bereich Human Resources, Training und Personalentwicklung.

## Auszeichnungen und Awards
Die ASTD als weltweit größte Organisation für Lernen am Arbeitsplatz und Personalentwicklung zeichnet jährlich herausragende Projekte, Trainingskonzepte und „best practices“ im Bereich Lernen am Arbeitsplatz, Performance Improvement und Personal- und Karriereentwicklung aus. Preisträger für die ASTD Awards kommen dominierend aus dem amerikanischen Markt.
Die Preise sind gegliedert in zwei Level: Citations („Lobende Erwähnungen“) bezeichnen vorbildliche Konzepte, die noch keine Evaluation durchlaufen haben. „Echte“ Awards erhalten diejenigen Preisanwärter, die mit ihrem Konzept herausragende messbare Erfolge und Ergebnisse erzielen konnten.

### Excellence in Practice Awards
Der Excellence in Practice Award zeichnet Personalentwicklungs- und Lernkonzepte aus und wird jährlich im Rahmen der ASTD International Conference & Exposition verliehen.
Kriterien für die Auszeichnung sind
- Individuelle und zielgruppenkonforme Konzeption und Implementierung der Maßnahme
- Wahrung der Interessen des Unternehmens und der Mitarbeiter
- die Sicherstellung der Abstimmung und Einbettung des Konzeptes in weitere firmeninterne Personalentwicklungsmaßnahmen
- klare und messbare Ergebnisse die dem vorangegangenen Bedarf und der individuellen Zielsetzung entsprechen
- der Nachweis über erkennbare Veränderungen/Verbesserungen innerhalb der Organisation und beim Individuum und Team
- der Nachweis über die Wiederverwendbarkeit und Multiplizierbarkeit des Konzepts innerhalb und außerhalb des Unternehmens
- Möglichkeiten für andere Experten, von diesem Projekt zu lernen und ähnliche Maßnahmen in der eigenen Arbeit durchzuführen

Alle Projekte müssen von zwei Experten nominiert werden, davon soll mindestens eine Nominierung aus der Zielorganisation stammen in der die Maßnahme umgesetzt wird. Bewerbungen müssen in Kooperation mit einem Kunden eingereicht werden, immer aus der Perspektive der Kundenorganisation.